# Ichneumon tsunekii
Ichneumon tsunekii är en stekelart som beskrevs av Tohru Uchida 1940. Ichneumon tsunekii ingår i släktet Ichneumon och familjen brokparasitsteklar. Inga underarter finns listade i Catalogue of Life.